# Hymenoscyphus perplexus
Hymenoscyphus perplexus är en svampart som beskrevs av Spooner & Dennis 1986. Hymenoscyphus perplexus ingår i släktet Hymenoscyphus och familjen Helotiaceae.   Inga underarter finns listade i Catalogue of Life.